# 49 Pales
A 49 Pales a Naprendszer kisbolygóövében található aszteroida. Hermann Mayer Salomon Goldschmidt fedezte fel 1857. szeptember 19-én.